# سيغورا
بلدية سيغورا (بالإسبانية: Segura) هي بلدية تقع في مقاطعة غيبوثكوا التابعة لمنطقة إقليم الباسك شمال إسبانيا.

## الديموغرافيا
بلغ عدد سكان بلدية سيغورا 1.488 نسمة عام 2011 (وفقاً للمعهد الوطني للإحصاء الإسباني).
| 1.263 | 1.263 | 1.238 | 1.230 | 1.319 | 1.391 | 1.488 |